# Abbaye Notre-Dame de Bœuil
L’abbaye de Bœuil, ou abbaye Notre-Dame de Bœuil, est une abbaye cistercienne détruite à la Révolution française, située à Veyrac, en Limousin.

## Histoire

### Fondation
L'abbaye a probablement été fondée  en 1123 par Ramnulphe de Nieul, doyen du chapitre de Dorat. L'abbaye fut érigée en fille de celle de Dalon. Cette dernière fit le choix en 1162 de la règle cistercienne, se plaçant dans la lignée de l'abbaye de Pontigny ; l'abbaye de Bœuil suivit.

### L'essor
À son tour, l'abbaye de Bœuil prospéra au point qu'elle fonda une abbaye-fille : celle de Saint-Léonard des Chaumes, en Aunis.

### Les crises
Comme de très nombreuses autres abbayes à cette époque, celle de Bœuil subit vers le XVe siècle le passage au régime de la commende qui plaçait le monastère et ses biens sous l'autorité d'un laïc pour qui le monastère était avant tout une source de revenus et non un lieu de prière. Malgré des tentatives de redressement, l'abbaye de Bœuil commença à décliner.

### Destruction à la Révolution
En 1790, alors qu'il ne restait qu'un seul moine à l'abbaye, les révolutionnaires le chassèrent et détruisirent le monastère. Cette destruction fut systématique : si l'abbaye est encore repérable sur le cadastre de 1808, il n'en reste plus rien aujourd'hui, le monastère ayant été utilisé comme carrière de pierre au XIXe siècle,. Il est possible d'accéder au site historique de l'abbaye grâce à un circuit balisé de randonnée, le « circuit du pont Colombier ».
Les Archives départementales de la Haute-Vienne conservent un fonds relatif à l'histoire de l'abbaye (série 13H).

## Filiation et possessions
Notre-Dame de Bœuil  est fille de l'abbaye de Dalon et mère de Saint-Léonard des Chaumes